# Minus Habens Records
La Minus Habens Records è un'etichetta discografica italiana fondata nel 1987 a Bari dal compositore Ivan Iusco. La Minus Habens Records è inoltre proprietaria delle sottoetichette Minus Habens Soundtrack Collection, Disturbance, Casaluna e Lingua.

## Storia
La Minus Habens Records nasce nel 1987 da un'idea di Ivan Iusco, membro dei Nightmare Lodge allora non ancora maggiorenne, come marchio per produrre i lavori della propria band. Il primo lavoro che produsse fu Big Mother In The Strain, una produzione su cassetta dei Nightmare Lodge, alla quale seguirono negli anni successivi numerose produzioni di musicisti di stampo avanguardistico come gli italiani F:A.R., Sigillum S, Muslimgauze, Gerstein, Big City Orchestra, Tam Quam Tabula Rasa, The Tapes. È del 1989 la prima produzione su vinile, con uno Split album intitolato The Oneiric Transgression / Noise And Dream e firmato ancora Nightmare Lodge assieme ai Lyke Wake di Roma.
In trent'anni di attività, la Minus Habens ha coinvolto musicisti da tutto il mondo e pubblicato album rilevanti, concepiti sezionando e ricombinando in ambito elettronico intuizioni nuove ed approcci musicali eterogenei.
Legata dal 2002 con la Emi Music Publishing Italia, il gruppo Minus Habens controlla sei marchi: Minus Habens Records, Disturbance, Casaluna, Noseless e Minus Habens Soundtrack Collection e Lingua, specializzati rispettivamente nella pubblicazione di musica elettronica d'avanguardia, nu-jazz/chillout, nu-soul, minimal-techno, colonne sonore (Il miracolo, Caterina va in città, Evilenko, Il mio miglior nemico, ecc.) e nuove dimensioni cantautori.
Nel dicembre del 2005, la Minus Habens ha prodotto "BeConnected", la prima compilation musicale al mondo su pendrive USB.
La Minus Habens ha realizzato fino ad oggi oltre trecento pubblicazioni discografiche, coinvolgendo centinaia di musicisti da tutto il mondo tra i quali: Angelo Badalamenti, Brian Eno, Depeche Mode, William Orbit, Aphex Twin, Laurent Garnier, Cabaret Voltaire, Clock DVA e Thievery Corporation.

## Alcuni artisti pubblicati
- Big City Orchestra
- Blackhouse
- Paolo F. Bragaglia
- Capricorni Pneumatici
- Christian Rainer
- Clock DVA
- Dive
- Deca
- DsorDNE
- Elastic Society
- F:A.R.
- Front 242
- Gerstein
- Giorgio Spada
- Implant Code
- Iugula-Thor
- Ivan Iusco
- Jouissance
- Lagowski
- Lyke Wake
- Mauro Teho Teardo
- Mental Measuretech
- Muslimgauze
- Nightmare Lodge
- Nurse With Wound
- Optogram
- Pankow
- Ramleh
- Andrea Senatore
- Shock Corridor
- Sigillum S
- Solar Lodge
- Synusonde
- Tam Quam Tabula Rasa
- Ultima Rota Carri

## Sottoetichette
Minus Habens Soundtrack Collection
- Angelo Badalamenti
- Paolo Buonvino
- Ivan Iusco
- Carlo Virzì
- Officina Zoè
- Disturbance
- Appetizer
- Dati
- Gone
- Pilot Jazou
- Casaluna
- Ray
- Dipper